# جوان دورانت
جوان دورانت (بالإنجليزية: Joanne Durant) هي منافسة ألعاب القوى باربادوسية، ولدت في 18 أبريل 1975.

## وصلات خارجية
- جوان دورانت على موقع الاتحاد الدولي لألعاب القوى (الإنجليزية)
- جوان دورانت على موقع أوليمبيديا (الإنجليزية)
- جوان دورانت على موقع اتحاد ألعاب الكومنولث (مؤرشف) (الإنجليزية)